# Bardwell (Engeland)
Bardwell is een civil parish in het bestuurlijke gebied West Suffolk, in het Engelse graafschap Suffolk. In 2001 telde het dorp 690 inwoners.